# Badeanstalten Køge
Badeanstalten Køge er en dansk dokumentarisk optagelse fra 1924 med ukendt instruktør. Nogle af optagelserne fra denne film kan også ses i filmen Kan De huske? Køge gennem 25 Aar.

## Handling
Aktiviteter på Køge Badeanstalt en sommerdag. Hovedspring fra vippe og leg på svævebane og vandrutsjebane. En flok herrer besøger badeanstalten - Hansen fra Elektricitetsværket, købmand Engell, postmester Petersen og unge Engell. Bademester Mads Haugbøl tager imod. Optagelser fra Køge by: rejsende ankommer til stationen med tog trukket af damplokomotiv. Køge Å og torvet ses, samt kirken og Kirkestræde. Flere optagelser fra badeanstalten: badepiger og bademænd muntrer sig.